# Pai (rivière)
Pour les articles homonymes, voir Pai.
La Pai (thaï แม่น้ำปาย) est une rivière de Thaïlande et de Birmanie (Myanmar). Elle prend sa source en Thaïlande dans la province de Mae Hong Son puis traverse la frontière birmane et se jette dans la Salouen dans l'État de Kayah. Sa longueur est de 180 km.